# باودت (مینه‌سوتا)
باودت، مینه‌سوتا (به انگلیسی: Baudette, Minnesota) یک شهر در ایالات متحده آمریکا است که در مینه‌سوتا واقع شده‌است.

## خصوصیات
باودت ۱۲٫۰۷ کیلومترمربع مساحت و ۱٬۱۰۶ نفر جمعیت دارد و ۳۳۲ متر بالاتر از سطح دریا واقع شده‌است.